# Đá Voi Yang-tao
Đá Voi Yang Réh gồm một cặp hòn đá Voi Cha và hòn
đá Voi Mẹ, nổi tiếng với truyền thuyết là "hòn đá biết đi". Nằm cách trung tâm
thành phố Buôn Ma Thuột khoảng 40 km theo đường quốc lộ 27, thuộc địa phận xã
Yang Réh, huyện Krông Bông , tỉnh Đắk Lắk.

## Khái quát chung
Cặp đá voi này là hai hòn đá
nguyên khối có kích thước lớn, hình thù giống con voi đang nằm nên được người
dân quanh vùng gọi là đá Voi Cha và đá Voi Mẹ. Chúng được gắn liền với những
truyền thuyết ly kì, được coi như biểu tượng thần tình yêu trong quan niệm của

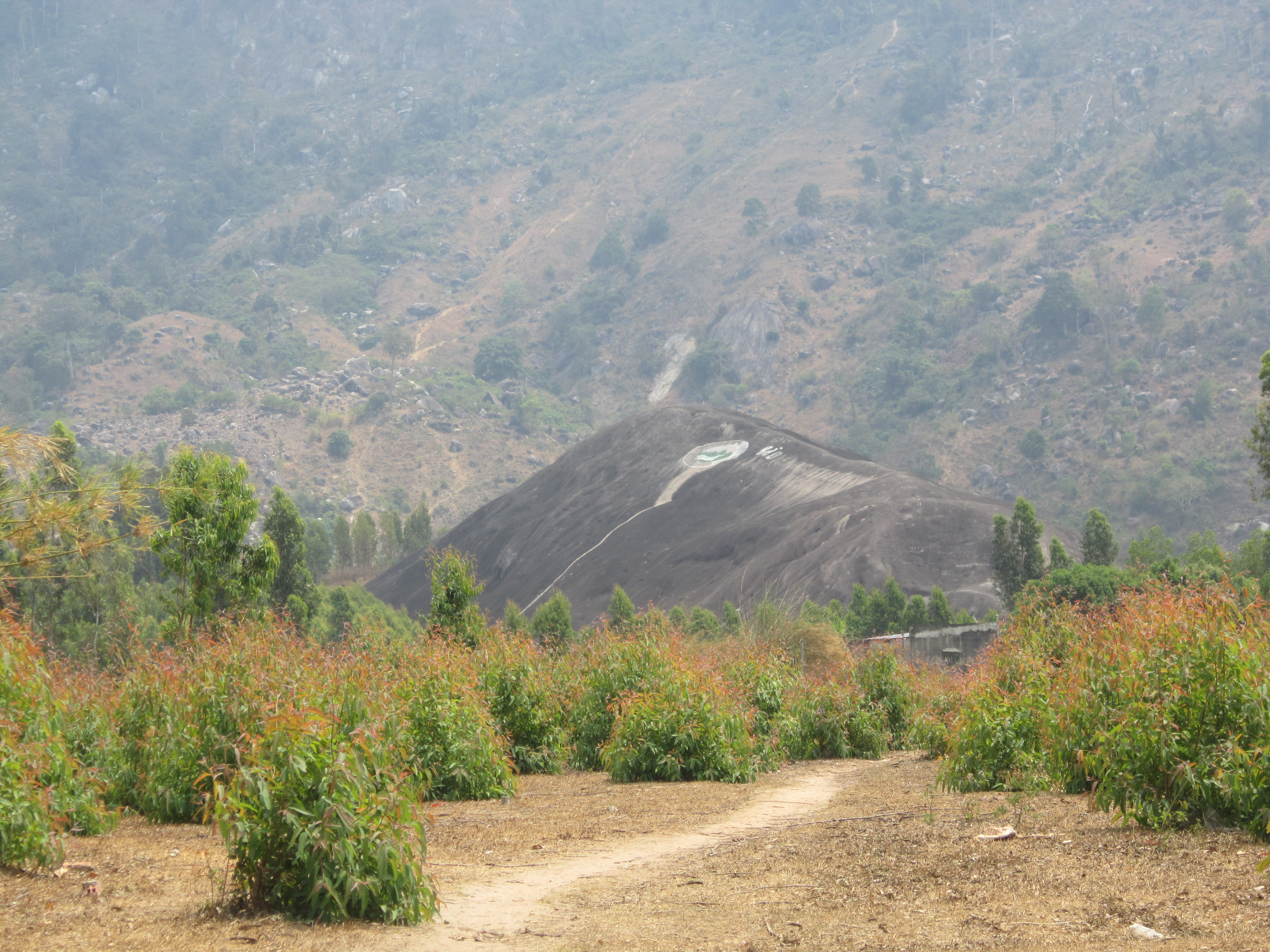

người đồng bào thiểu số nơi đây. 

## Đặc điểm
Đá Voi Yang-tao thuộc loại
đá granit. Kích thước rất lớn: theo ước lượng thì đá voi mẹ có chiều dài khoảng
200m, chu vi dưới chân đá khoảng 500m và cao khoảng hơn 30m. Đá Voi Cha có kích
thước nhỏ hơn: chiều dài khoảng 70m và chu vi khoảng 180m.
Đá Voi Mẹ có tọa độ địa lí
là 12°28'53 vĩ độ Bắc và 108°13'59 kinh độ Đông. Đá
voi cha có tọa độ địa lí là 12°25'53 vĩ độ Bắc và 108°12'55 kinh độ Đông.
đá Voi Mẹ nằm
sát chân núi, là một dãy núi thuộc vườn quốc gia Chư Yang Sin. Còn đá Voi Cha
cách đó khoảng 5 km về hướng ,
nằm giữa một cánh đồng.

## Truyền thuyết

### Truyền thuyết về sự dịch chuyển của hai hòn đá
Theo người dân
trong vùng thì không ai biết chính xác Đá Voi có từ bao giờ. họ chỉ được nghe
tổ tiên từ đời trước truyền lại rằng hai hòn đá này bỗng dưng được không còn ở
vị trí mà người ta đã từng nhìn thấy trước đây và cho đến bây giờ vẫn chưa có
lời giải thích cho sự dịch chuyển kì lạ đó. Theo như lời kể thì đá Voi Mẹ sau
nhiều lần dịch chuyển đã tiến về sát chân núi. Còn đá Voi Cha ban đầu ở phía
Bắc, hướng mặt ra hồ Lăk nhưng chỉ sau một đêm, người ta đã nhìn thấy nó nằm
giữa một cánh đồng lúa mênh mông, cạnh đó vẫn còn hai mương nước dài được cho
là đường đi của hòn đá. Người ta tin rằng hai hòn đá này dịch chuyển để tiến

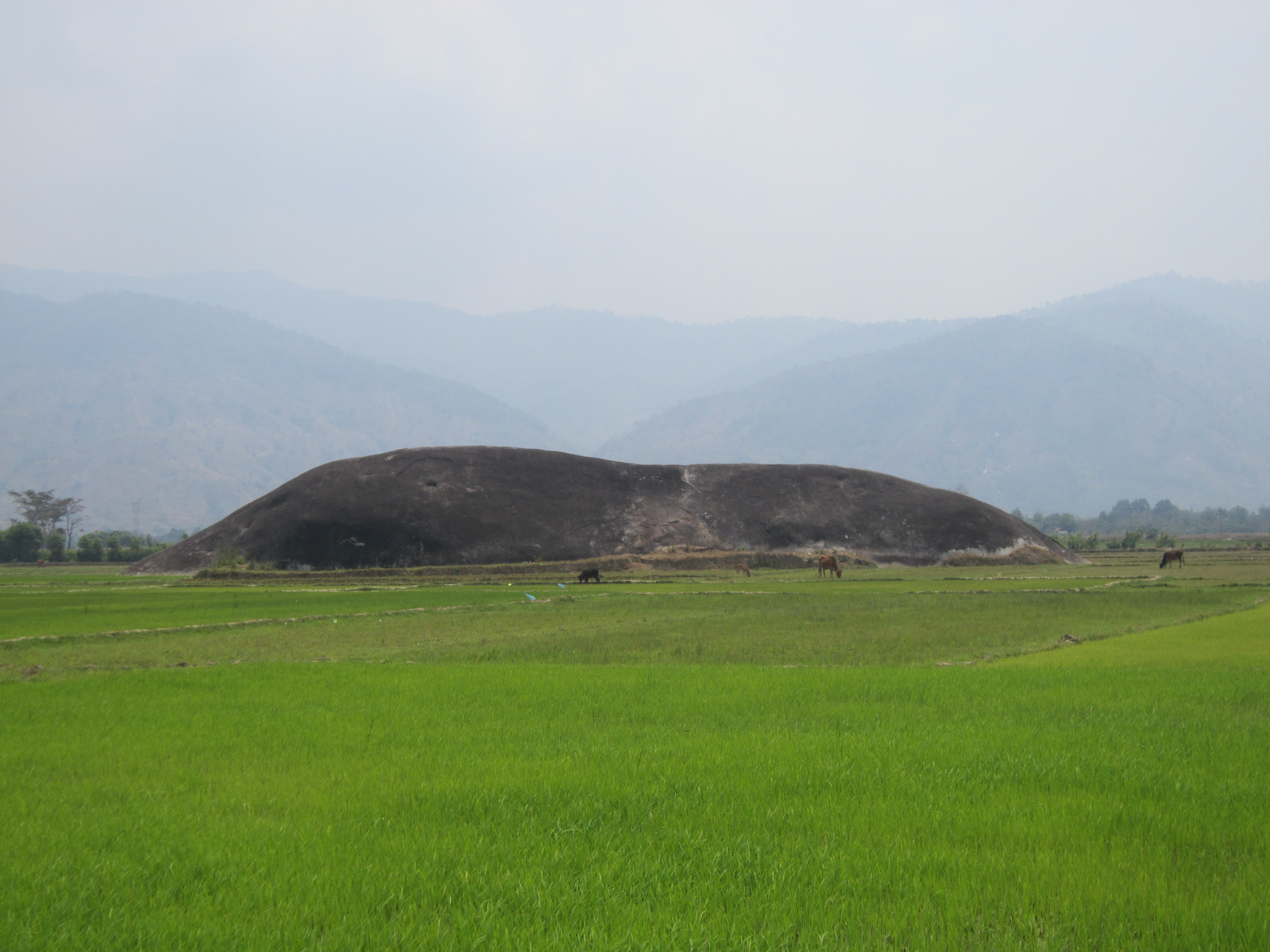

lại gần nhau.

### Truyền thuyết về thần đá voi bắt vợ
Người dân
trong vùng còn tin rằng hòn đá voi có khả năng chuyển mình từ thể lỏng sang thể
rắn. Chuyện kể lại rằng thời xa xưa, lúc mới đầu đá rất mềm, như một bãi bùn
được đùn lên từ mặt đất. Mọi người tò mò kéo đến, leo lên thân mình đá chạy
nhảy chơi đùa. Sau đó, vào một ngày bỗng dưng đá cứng lại và trong lần chuyển
mình từ thể lỏng sang thể rắn đó hòn Đá Voi Cha đã cuốn theo một cô gái trẻ
đẹp. Cô gái ấy là con gái một nha phú ông thuộc hàng giàu có trong vùng, vào
một ngày hai chị em cô cùng nhau leo lên hòn đá chơi đùa thì đúng lúc hòn đá
cứng lại. Hai chân cô chị bị lún sâu vào đá, càng kéo càng bị lún chìm vào, dân
làng đã huy động nhiều sức lực đến kéo cô ra nhưng cuối cùng sau 7 ngày đêm thì
cô gái 17 tuổi sinh đẹp của làng đã bị nuốt gọn vào đá không để lại dấu vết.
Đêm hôm đó người nhà cô đồng loạt chiêm bao thấy cô hiện về báo rằng cô đang
sống hạnh phúc cùng với thần đá Yang-tao, bảo rằng thần đá sẽ phù hộ cho mọi
người và mọi người đừng buồn. Từ đó câu chuyện thần Đá Voi bắt vợ cứ mãi huyền
ảo gắn với hòn đá Voi Cha và người dân trong vùng từ bao đời nay và người dân
tin rằng đá Voi Cha chính là một vị thần bảo vệ cho cuộc sống ấm no, yên lành
của dân làng.
Cho đến ngày

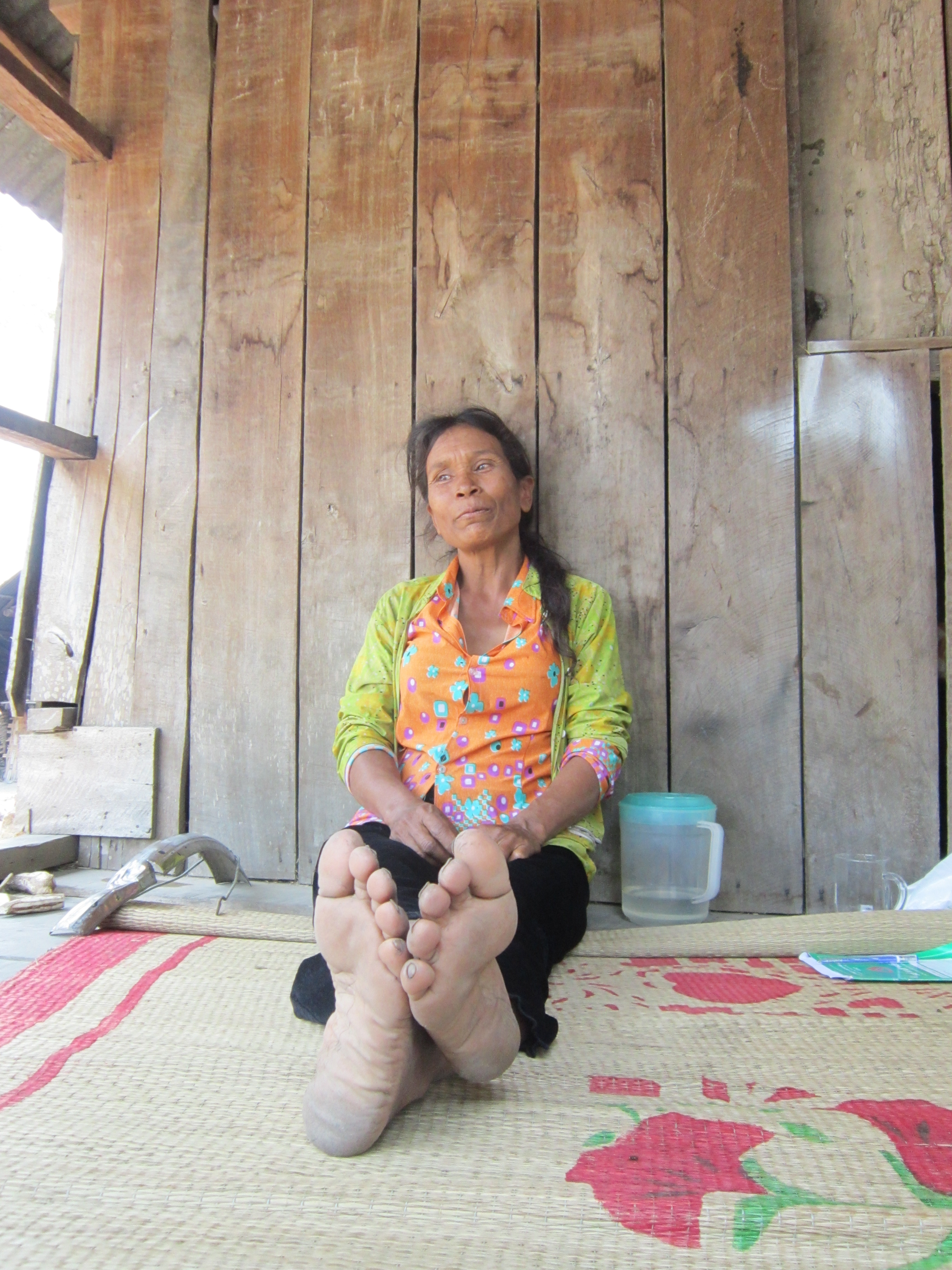

nay trên mình hòn đá vẫn còn nhiều dấu tích được cho là của con người và con

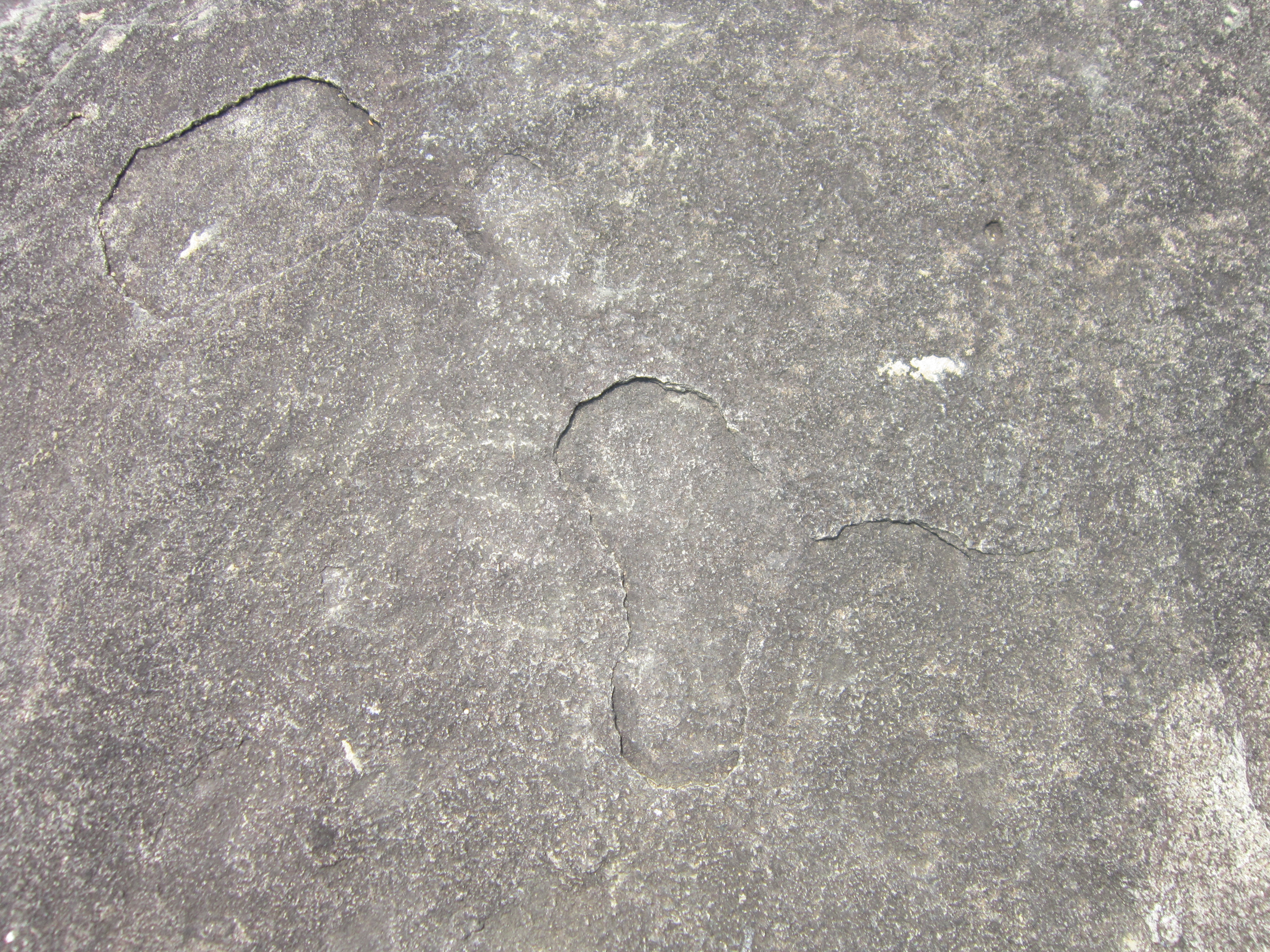

vật in dấu chân từ xưa để lại.

## Đá Voi với đời sống người dân
Dân cư sinh
sống trong vùng Yang-tao chủ yếu là người M'nông, cuộc sống vốn yên bình với
một năm hai mùa lúa. Người đồng bào nơi đây coi Đá Voi rất thiêng liêng, như
một vị thần che chở bảo vệ cho cuộc sống yên bình của họ. Vì vậy mà đối với Đá
Voi họ luôn luôn trân trọng, nâng niu, không bao giờ dám xâm phạm. Đá Voi còn
được coi như một vị thần tình yêu, những đôi trai gái yêu nhau thường hẹn hò
trên lưng đá và cùng trao lời thề nguyền với nhau và nguyện cầu Đá Voi che chở
cho tình yêu của họ. Những người chưa có người yêu cũng thường tìm đến Đá Voi,
kể lể với đá những câu chuyện tình yêu của mình, và tin rằng đá sẽ thấu hiểu và
mang người mình yêu đến bên mình.
Theo ông Y
Khương H'Long, Phó chủ tịch UBND xã Yang Tao: Đá Voi là linh hồn của người đồng
bào M'nông, họ tín ngưỡng đá như một vị thần che chở cho sự sống của buôn làng.
Đá Voi chính là dấu ấn bản sắc văn hóa buồn làng. Hai tảng đá này gắn bó với
cuốc sống người dân qua những truyền thuyết nối liền từ đời này sang đời khác.
Trước đây, người dân từng lập miếu thờ dưới chân tảng đá được cho là Đá Voi
Cha, nhưng chính quyền vận động bà con tháo dỡ để tránh mê tín dị đoan. Từ đó,
việc thờ cúng ở đây không còn nữa, nhưng người dân vẫn luôn tin vào sự linh
thiêng của những tảng đá này.
1. 1 2  Lời kể của bà H'kuan Krũk
2. ↑  "Báo Tiền Phong".